# Костишин Михайло Йосипович
Миха́йло Йо́сипович Кости́шин (нар. 9 квітня 1971, с. Нижній Струтинь, Рожнятівський район, Івано-Франківська область, УРСР — пом. 26 лютого 2014, Львів, Україна) — учасник Євромайдану. Один із Небесної сотні. Герой України.

## Життєпис
Михайло Костишин народився 9 квітня 1971 року в селі Нижній Струтинь Рожнятівського району Івано-Франківської області. Закінчив нижньострутинську середню загальноосвітню школу.
У підлітковому віці з ним трапився нещасний випадок, через який він втратив праве око. Після закінчення школи вступив до лісотехнічного технікуму, що у Брянській області Росії, де провчився чотири роки. Диплом давав можливість працювати в лісництві Рожнятівського району. Перебував на заробітках. Спершу працював різноробом у Чехії, згодом у Польщі та Португалії. 
З 2005 року, через проблеми із зором, більше не їздив на роботу за кордон й оселився в рідному селі. Виконував різні ремонтні роботи в односельчан, підтримував власне господарство.

## На Майдані
Був на Майдані відразу після побиття студентів; пізніше був сам також жорстоко побитий та із 27 січня 2014 року перебував у Комунальній міській клінічній лікарні міста Львова; помер в ніч проти 26 лютого 2014 року. Похований у рідному селі Нижній Струтинь.

## Вшанування пам'яті

### Нагороди
- Звання Герой України з удостоєнням ордена «Золота Зірка» (21 листопада 2014, посмертно) — за громадянську мужність, патріотизм, героїчне відстоювання конституційних засад демократії, прав і свобод людини, самовіддане служіння Українському народу, виявлені під час Революції гідності[1]
- Медаль «За жертовність і любов до України» (УПЦ КП, червень 2015) (посмертно)[2]